# Šmaver (gmina Trebnje)
Šmaver – wieś w Słowenii, w gminie Trebnje. W 2018 roku liczyła 100 mieszkańców.